# Anita Garth-Grüner
Anita Beatrice Garth-Grüner, født Vøgg (23. januar 1937 i Svendborg – 28. september 2012) var en dansk hofdame og kammerdame.
Anita Vøgg var datter af ingeniør Eyvind Børge Vøgg (1910-1956) og Magda født Meinertz (1910-1999). Hun fik en handels- og korrespondentuddannelse og var bl.a. ansat i ØK's afdeling i Paris, før hun 4. juni 1960 blev gift med bagermester Uggi Mac van Hauen (1935-1994). I 2000 giftede hun sig med kammerherre, hofjægermester Torben Garth-Grüner til Lille Svenstrup.
Fra 1981 til 2001 var Garth-Grüner hofdame hos H.M. Dronning Margrethe og fik i sin tyveårige tjeneste et nært forhold til regenten. I forbindelse med sin fratræden fra hoffet blev den allerede rigt dekorerede Anita Garth-Grüner udnævnt til kammerdame, og i denne egenskab var hun den første kvinde, der var med til at præsentere nye udenlandske ambassadører for regentparret. Hun døde i 2012 efter længere tids sygdom.
Hun blev bisat fra Tibirke Kirke den 11. oktober 2012.

## Dekorationer
- Kommandør af Dannebrogordenen (1. januar 1995)
- Erindringsmedaillen i anledning af Hendes Majestæt Dronningens 40 års regeringsjubilæum
- Erindringsmedaillen i anledning af Hendes Majestæt Dronning Margrethe II's 25 års  regeringsjubilæum
- Erindringsmedaillen i anledning af Hendes Majestæt Dronning Margrethes og Hans Kongelige Højhed Prins Henriks sølvbryllup den 10.6.1992
- Den Islandske Falkeorden
- Den Kostbare Krones Orden (dameorden)
- Forbundsrepublikken Tysklands Fortjenstorden
- Fortjenstordenen (Østrig)
- Hvide Elefants Orden (Moha Wara Bohru)
- Hvide Roses Orden
- Infante Don Henriqués Orden
- Kgl. Norske Fortjenstorden
- Kroneordenen
- Medalje til minde om arvestorhertugens og arvestorhertugindens bryllup i 1981
- Den Nationale Fortjenstorden (Frankrig)
- Nilordenen
- Stjerneordenen
- Sydkorsordenen
- Uafhængighedsordenen
- Victoriaordenen
- Ærestegn for Fortjenester (Østrig)